# Tortella esterelensis
Tortella esterelensis là một loài rêu trong họ Pottiaceae. Loài này được (J.J. Amann ex Roth) Mönk. mô tả khoa học đầu tiên năm 1927.